# Amt Neuweiler

Wappen der Herrschaft Lichtenberg

Wappen der Grafschaft Hanau-Lichtenberg seit 1606

Wappen der Landgrafschaft Hessen-Darmstadt

Das Amt Neuweiler war ein Amt der Herrschaft Lichtenberg, später der Grafschaft Hanau-Lichtenberg, von der es an die Landgrafschaft Hessen-Darmstadt überging.

## Geschichte
Zu Beginn des 15. Jahrhunderts wurde das Amt Buchsweiler geteilt und das Amt Neuweiler daraus ausgegliedert.
Anna von Lichtenberg (* 1442; † 1474), eine der beiden Erbtöchter Ludwigs V. von Lichtenberg (* 1417; † 1474) heiratete 1458 den Grafen Philipp I. den Älteren von Hanau-Babenhausen (* 1417; † 1480), der eine kleine Sekundogenitur aus dem Bestand der Grafschaft Hanau erhalten hatte, um heiraten zu können. Durch die Heirat entstand die Grafschaft Hanau-Lichtenberg. Nach dem Tod des letzten Lichtenbergers, Jakob von Lichtenberg, eines Onkels von Anna, erhielt Philipp I. d. Ä. 1480 die Hälfte der Herrschaft Lichtenberg. Dazu zählte auch das Amt Neuweiler.
Mit der Reunionspolitik Frankreichs unter König Ludwig XIV. kam das Amt Neuweiler unter französische Oberhoheit. Nach dem Tod des letzten Hanauer Grafen, Johann Reinhard III. 1736, fiel das Erbe – und damit auch das Amt Neuweiler – an den Sohn seiner einzigen Tochter, Charlotte, Landgraf Ludwig (IX.) von Hessen-Darmstadt. Mit dem durch die Französische Revolution begonnenen Umbruch wurde das Amt Buchsweiler Bestandteil Frankreichs und in den folgenden Verwaltungsreformen aufgelöst.
Nach einer Zählung vom Mai 1798 hatte das Amt 1.433 Einwohner.

## Bestandteile

### Ortschaften
| Ort                                      | Herkunft | Recht | Anmerkung                                                     |
| ---------------------------------------- | --- | --- | ------------------------------------------------------------- |
| Hüneburg (Burg)                          | In zwei Schritten erworben: 1288 die Anteile des Ritters von Hüneburg (¾ der Burg) und 1427 oder 1466 das der Kurpfalz gehörende Viertel. | ¾ Reichslehen, ¼ kurpfälzisches Lehen; im 18. Jh. löste dann die Landgrafschaft Hessen das Lehen der Kurpfalz ab. | Zur Burg gehörten auch zwei Mühlen.                           |
| Neuwiller-lès-Saverne (Neuweiler, Stadt) | Seit 1298 Pfand des Bischofs von Metz | Lehen des Bischofs von Metz.                                                                                      | Nach einer der bei Knöpp genannten Quellen zum Amt Wolfisheim |

### Weitere Bestandteile
Zum Amt Neuweiler gehörten weiter:
- die Bocksmühle[15],
- der Hof Füllengarten[16][Anm. 4],
- die Mayenbächelmühle[17] (Neumühle[18]) und
- der Zellerhof mit einer Mahl- und einer Sägemühle[19]